# Swede Ship Marine
Swede Ship Marine, tidigare Djupviks varv, är ett varv i Djupvik på Tjörn. Varvet tillverkar fartyg, huvudsakligen i aluminium och komposit, i storlekar upp till 40 meter, till bland annat marinen, sjöräddningen och kustbevakningen i Sverige och andra länder. Det ägs sedan 2022 av Öckeröborgen på Öckerö.
Båtarna i komposit tillverkas av dotterbolaget Swede Ship Composite i Hunnebostrand.
Swede Ship Marine hade drev tidigare också Gotlands varv i Fårösund. Detta såldes 2005 till Storebro Bruk.

## Historik
Djupviks Varv grundades 1894 av Johannes Johansson (född 1833), som kom från Vasseröd på Orust. Till att börja med byggde varvet så kallade vässingar om upp till 30 fot. Efter det att sonen Adolf Johansson övertagit varvet 1907, började båtar byggas på kravell. Djupviks Varv var tillsammans med Crawford i Strömstad och Ringens varv i Marstrand först om att bygga fiskebåtar av "Bohus-typen" på kravell. Till att börja med byggdes båtarna utomhus, för att senare tillverkas i så kallade halvskjul. Det första båtskjulet fick man 1916 och dessförinnan, 1910, hade första slipen kommit till. Den första riktiga båthallen med en längd om 110 fot stod klar 1960. Den fungerar idag som snickeri- och målarverkstad.  
Djupviks första Islands-bygge var Audbjörn och Gundbjörn som byggdes under åren 1928-29.  Gundbjörn var på 57 fot med häck, försågs med en 90 hkr råoljemotor, en Ellwe-motor från Svenska Maskinverken i Södertälje, och gjorde 9 knop.  Båten byggdes på endast fem månader. Vid leveranserna till Island var det inte ovanligt att beställaren under stor del av byggnadstiden var inneboende i hem i varvets närhet. Det sista träbygget vid varvet var Gladur som levererades 1968, också den till Island. År 1937 började varvet bygga båtar för Tullverket och senare även till Lotsverket och marinen med flera statliga verk. Till att börja med byggdes dessa båtar i trä, men år 1950 övergick företaget till aluminium. År 1942 övertogs varvet av Einar och Gunnar Johansson, som var söner till Adolf.  
Bröderna utvecklade varvet och fick under sin tid såväl Sjöräddningssällskapet som Göteborg-Styrsö Skärgårdstrafik som nya kunder.
Gunnar Johansson dog 1967, varefter varvet drevs av Einar Johansson till 1978, då Allan Lundin köpte varvet. Under 1980-talet och tidiga 1990-talet drevs varvet vidare av Allan Lundin och utökades till koncernen Swede Ship Marine. I denna företagsgrupp ingick Oskarshamns Varv, Gotlands varv, Swede Ship Composite, Callenberg Engineering och Westamarin West.
Efter en företagsrekonstruktion på 1990-talet försvann familjen Lundin som ägare och varvet togs över av en grupp privata ägare, bland andra Finn Rausing, Lennart Bylock och Folke Patriksson.
Vid rekonstruktionen döptes huvudvarvet på Tjörn om till Swede Ship Marine. Idag ingår varven Swede Ship Composite och Swede Ship Yachtservice i koncernen, liksom bolaget Swede Ship Sublift, som tillverkar självgående sjösättningsvagnar.
Under 2000-talet har Swede Ship Marine levererat fartyg till bland andra Sjöfartsverket, Redningsselskapet, Sjöräddningssällskapet,  den svenska Marinen, Käringötrafiken samt till flottan i Förenade Arabemiraten.  År 2022 köptes Swedeship Marine av Öckeröborgen i Öckerö.
492 båtar och fartyg hade till 2017 byggts och levererats från varvet i Djupvik.

## Byggda fartyg i urval
- 1948 HMS Tjörn (M42), fiskeminsvepare
- 1954 Tv 220, tullkryssare, numera Nordland II
- 1960 HMS Dämman (M45), fiskeminsvepare
- 1963 HMS Pelikanen (A247), torpedbärgare
- 1970 Ulla Rinman, räddningskryssare
- 1975 M/S Ejdern (nu Älvsnabben 3), passagerarfärja för Styrsöbolaget[5]
- 1976 R/V Nereus, forskningsfartyg
- 1978 M/S Vipan, passagerarfärja för Styrsöbolaget[6]
- 1980 M/S Fröja, passagerarfärja för Styrsöbolaget[7]
- 1981 M/S Skarven, passagerarfärja för Styrsöbolaget[8]
- 1983 R/V Jacob Hägg, sjömätningsfartyg
- 1985 HMS Östhammar (V11), vedettbåt
- 1986 Silvertärnan, passagerarfärja för Styrsöbolaget
- 1990 Rescue Erik Collin, räddningsfartyg
- 1991-1993 Fyra hydrofonbojfartyg i Ejdern-klass för Marinen, numera bland andra sjömätningsfartyget M/S Anders Bure
- 1998 HMS Ärlig (90), bevakningsbåt
- 2005 M/S Sedna, bilfärja för Trafikverket
- 2007 Strömstierna, passagerarfärja för Käringö-Trafiken[9]
- 2008 HMS Astrea (A505), skolfartyg
- 2007 Strömcrona, passagerarfärja för Käringö-Trafiken[10]
- 2015 RS 158 Idar Ulstein, räddningskryssare för Redningsselskapet i Norge
- 2017 Rescue Georg Lysell, räddningsbåt för Räddningsstation Smögen
- 2018 Polisbåt 59-3730 Tryggve, 14,95 meter lång, Sjöpolisen i Göteborg
- 2019 Polisbåt 39-9910, 14,95 meter lång, Sjöpolisen i Stockholm
- 2019 E/S Go Vakker Elen, batterielektrisk personfärja för pendeltrafik, Fredrikstad kommun i Norge
- 2019 Rescue Mai Rassy, räddningsfartyg för Sjöräddningssällskapet i Hallberg-Rassyklass
- 2019 Rescue Mercedes Sanne Eliasson, räddningsfartyg för Sjöräddningssällskapet i Mercedes Sanne Eliassonklass
- 2022 RS Oscar Tybring V, räddningsfartyg till norska Redningsselskapet

## Bildgalleri

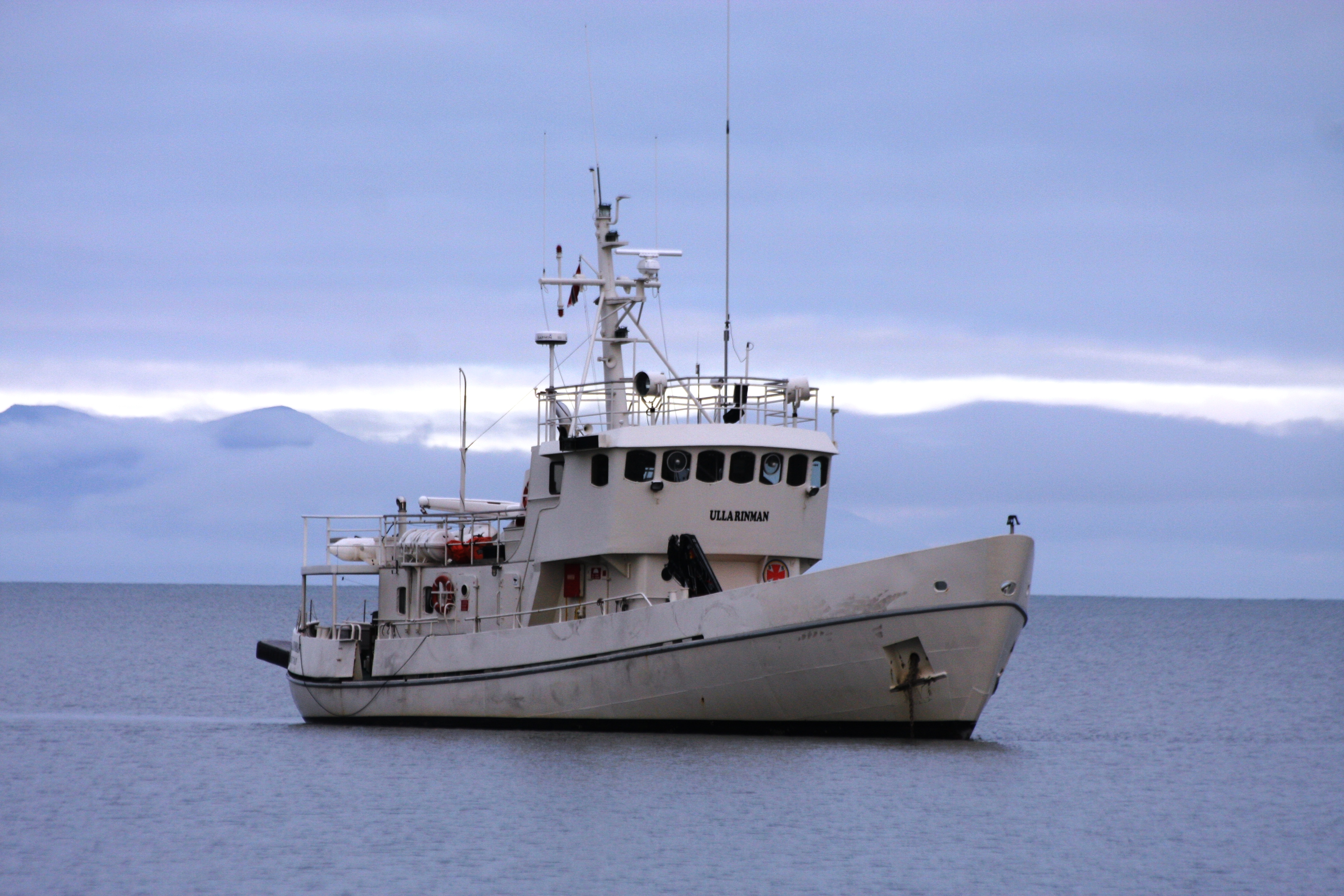
Ulla Rinman
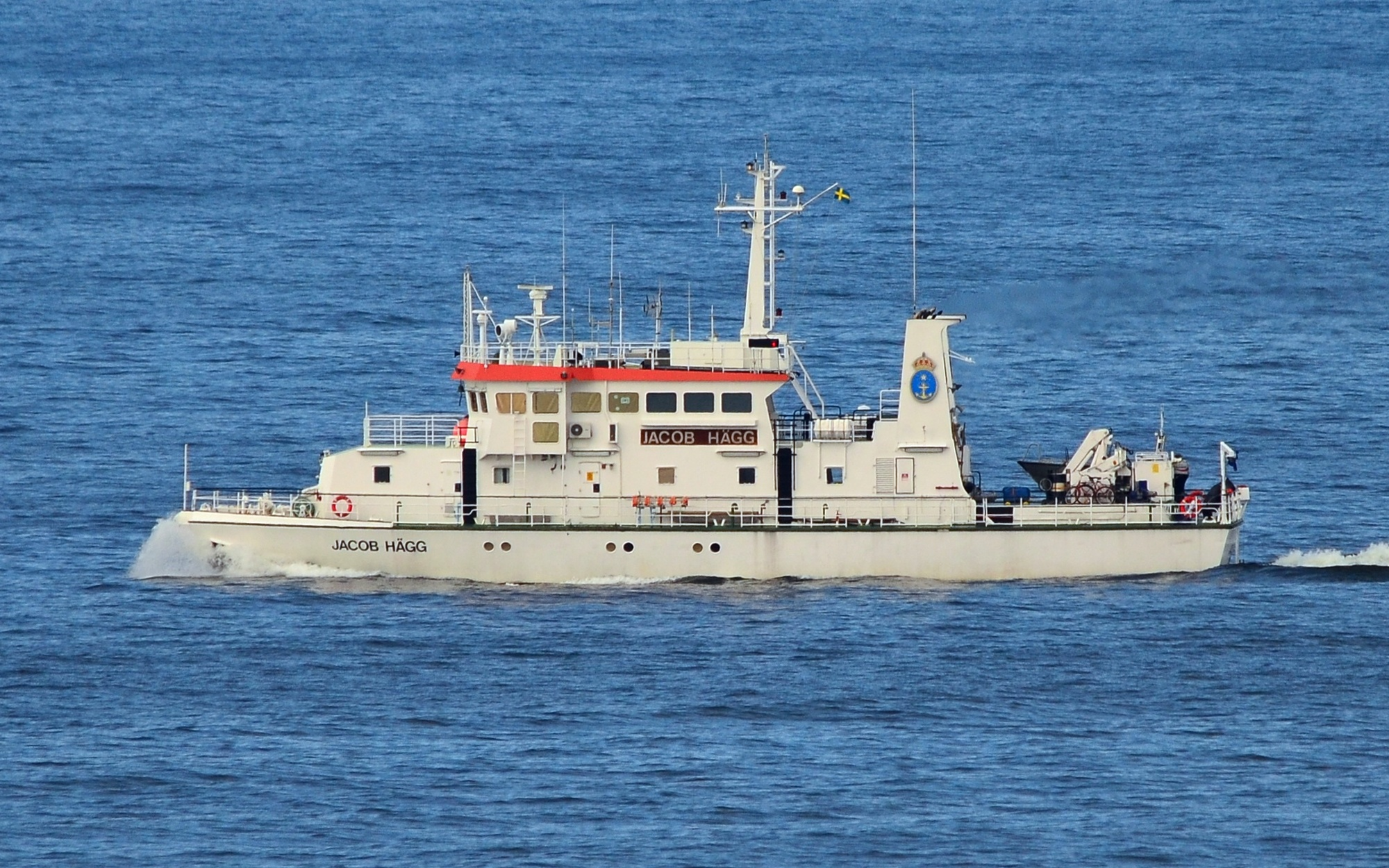
R/V Jacob Hägg
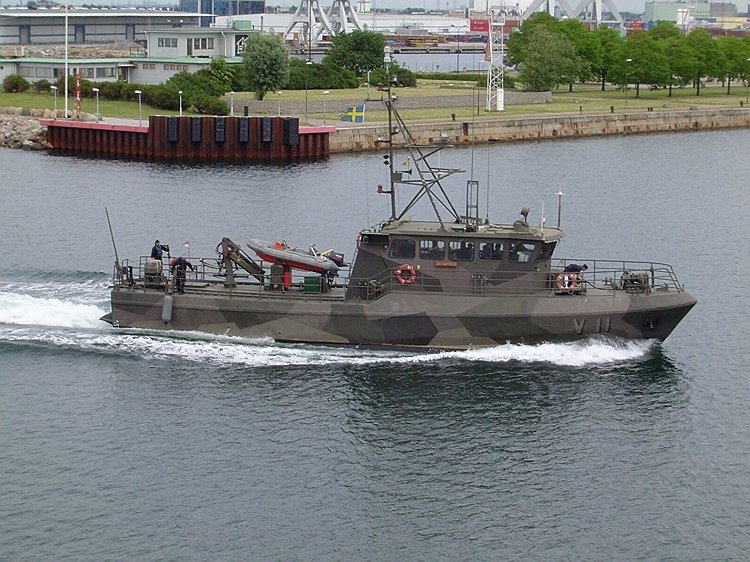
HMS Östhammar
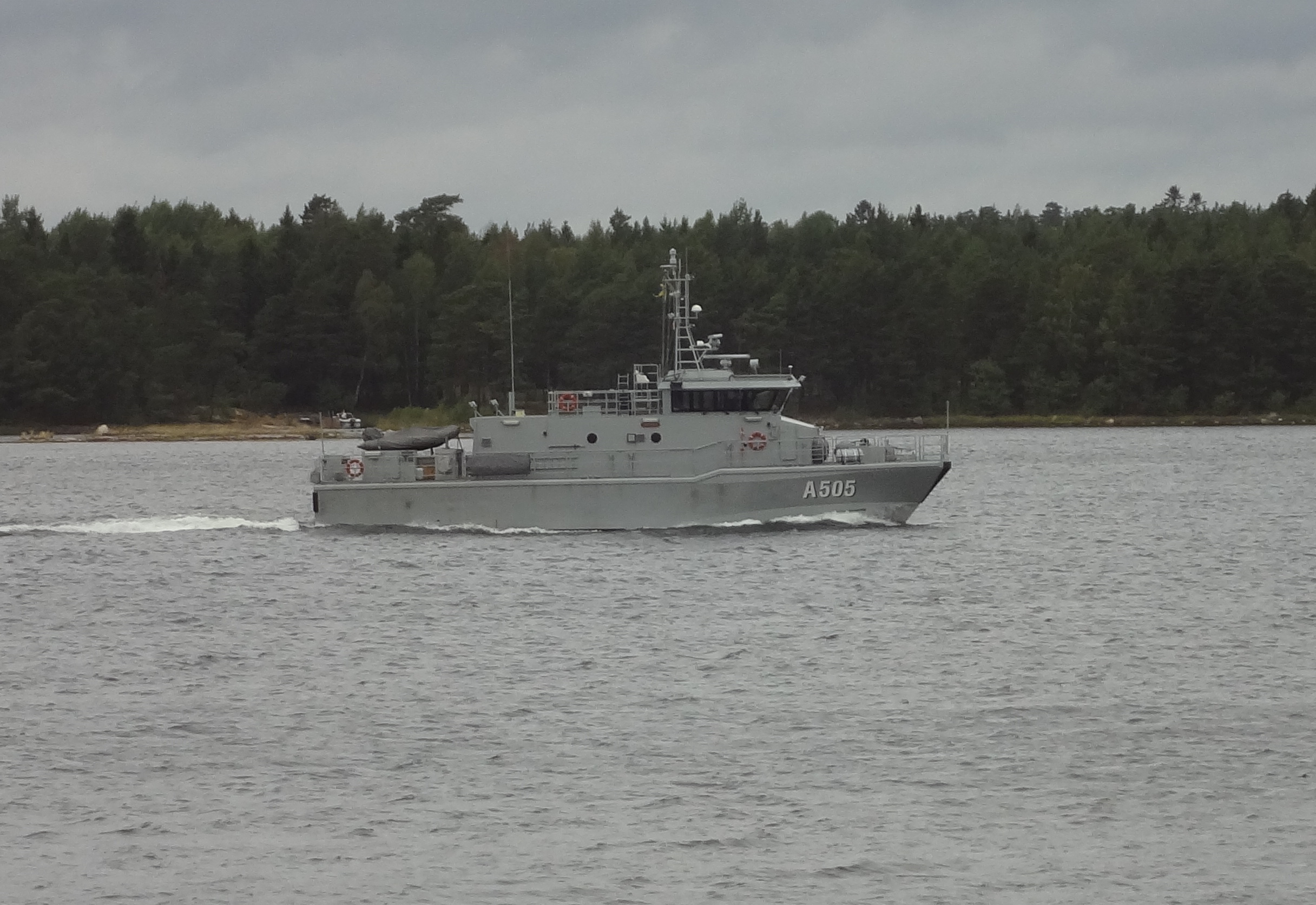
HMS Astrea (A505)
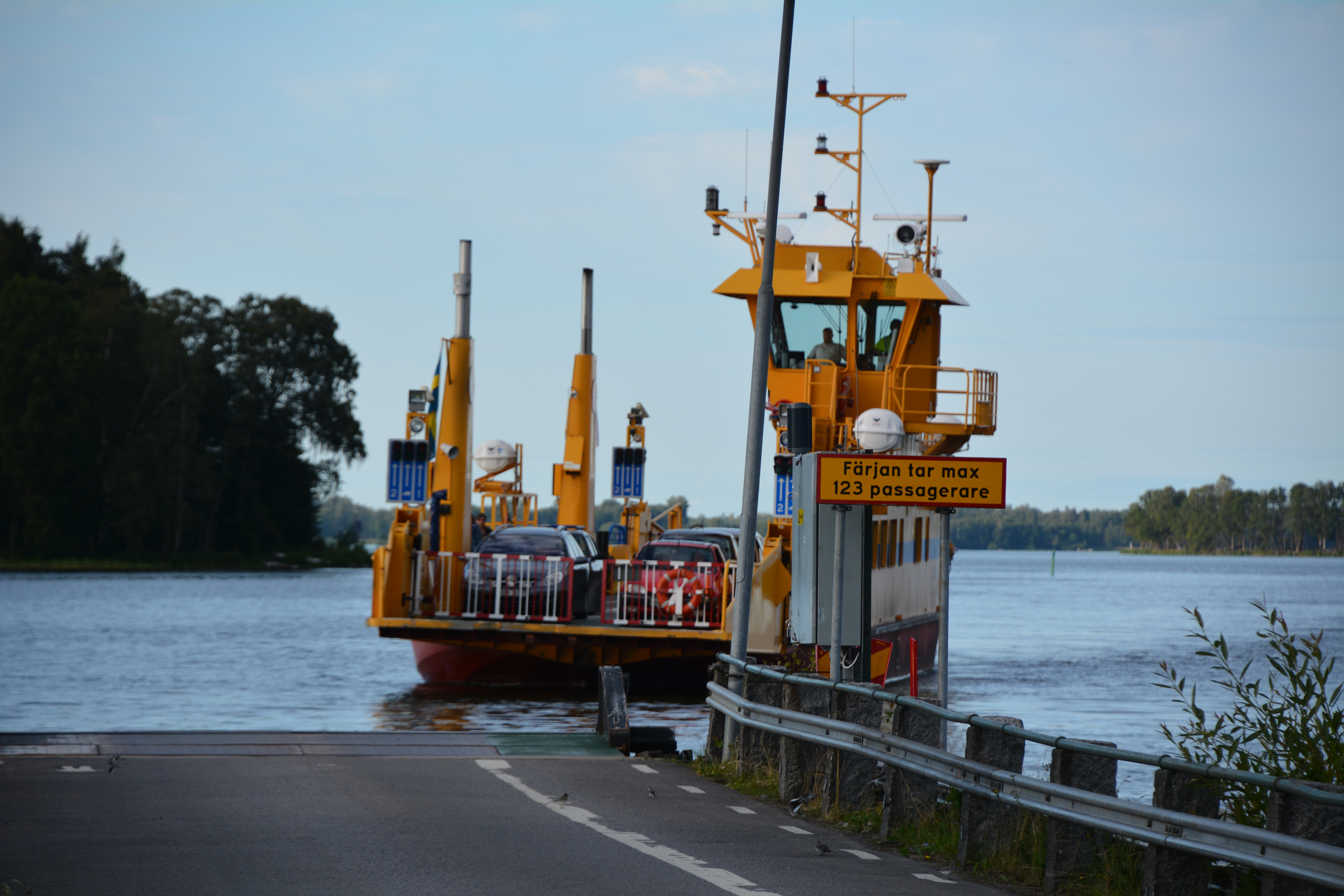
M/S Sedna
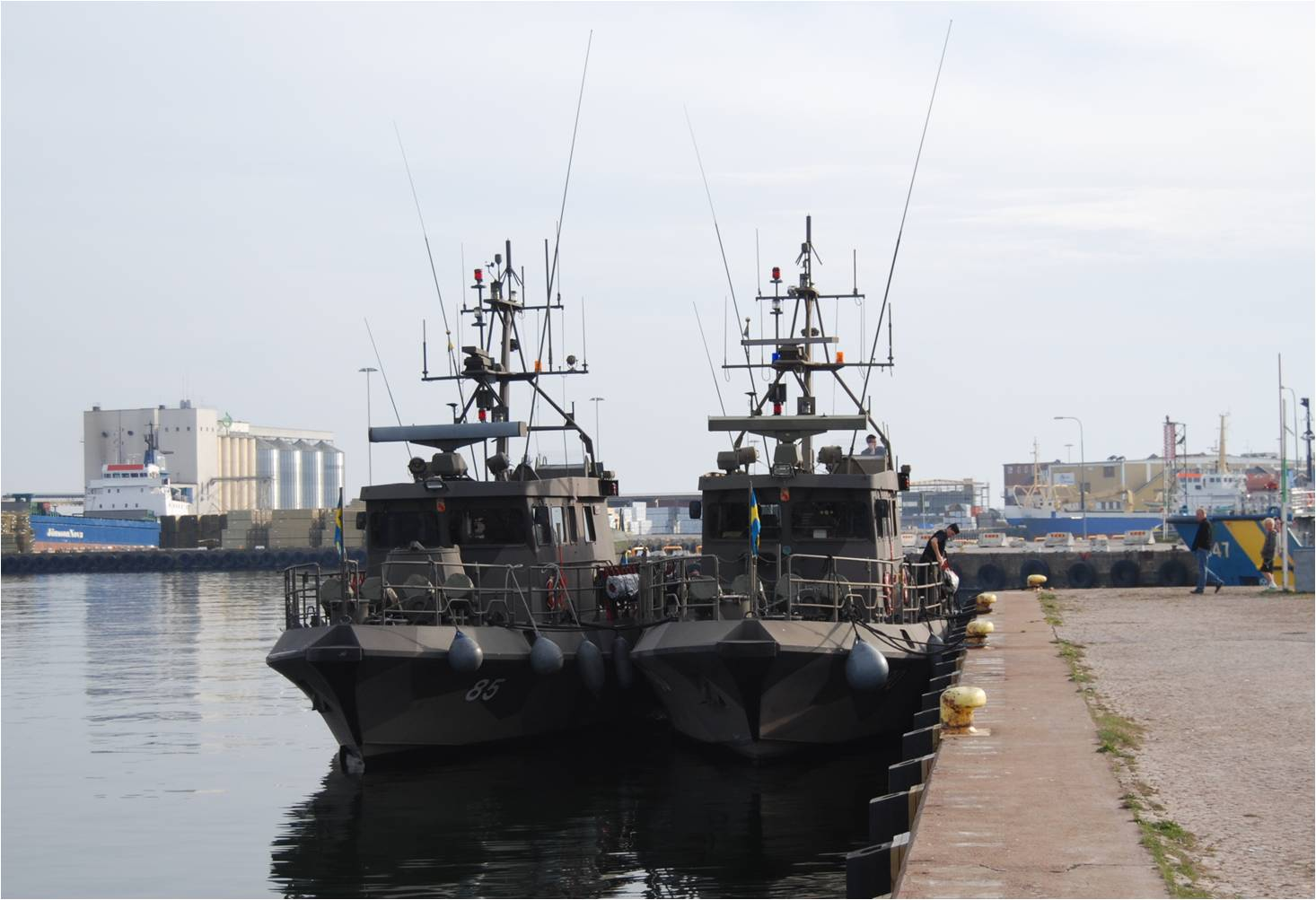
HMS Trygg (85) och HMS Ärlig (90)
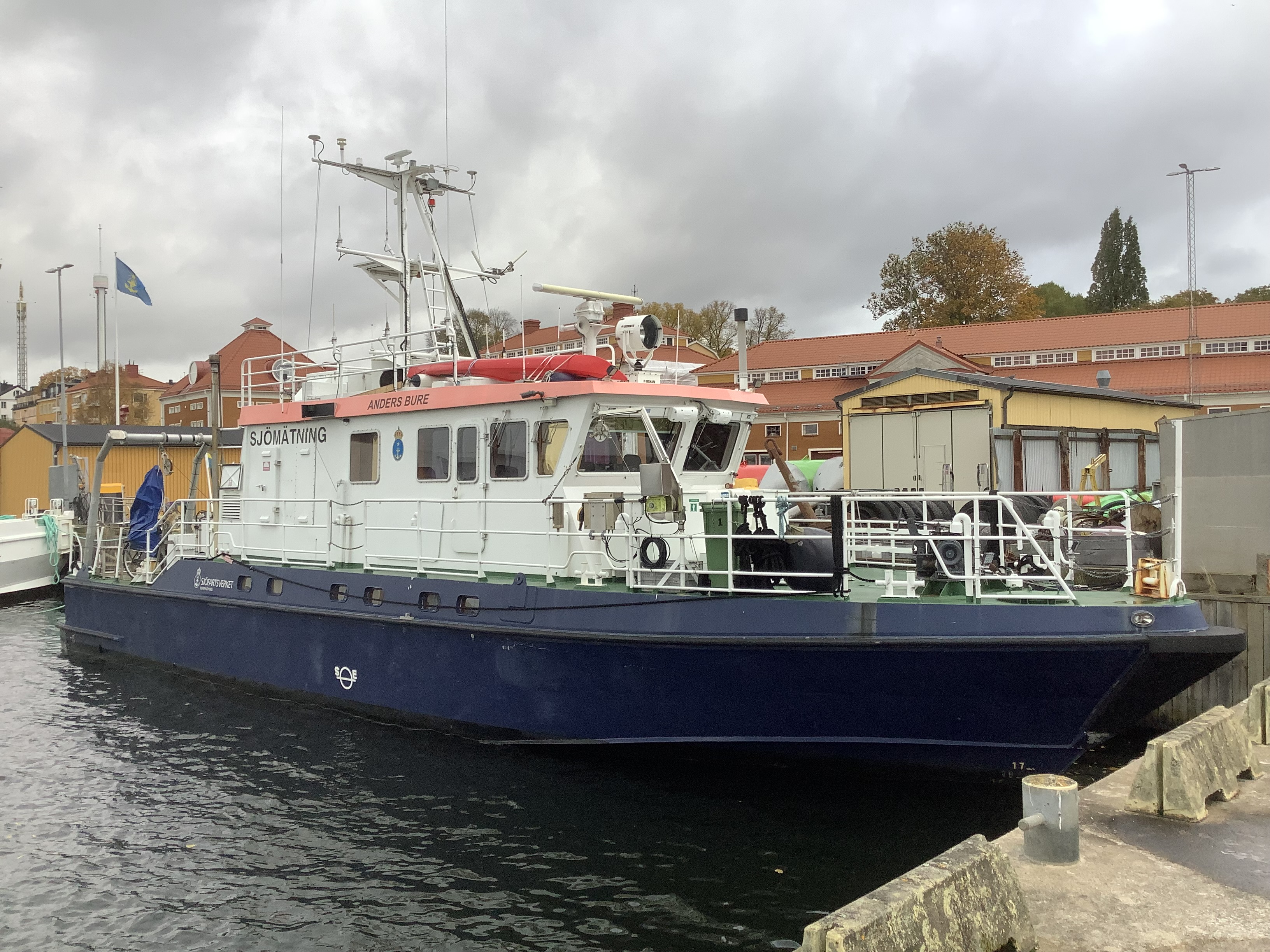
M/S Anders Bure
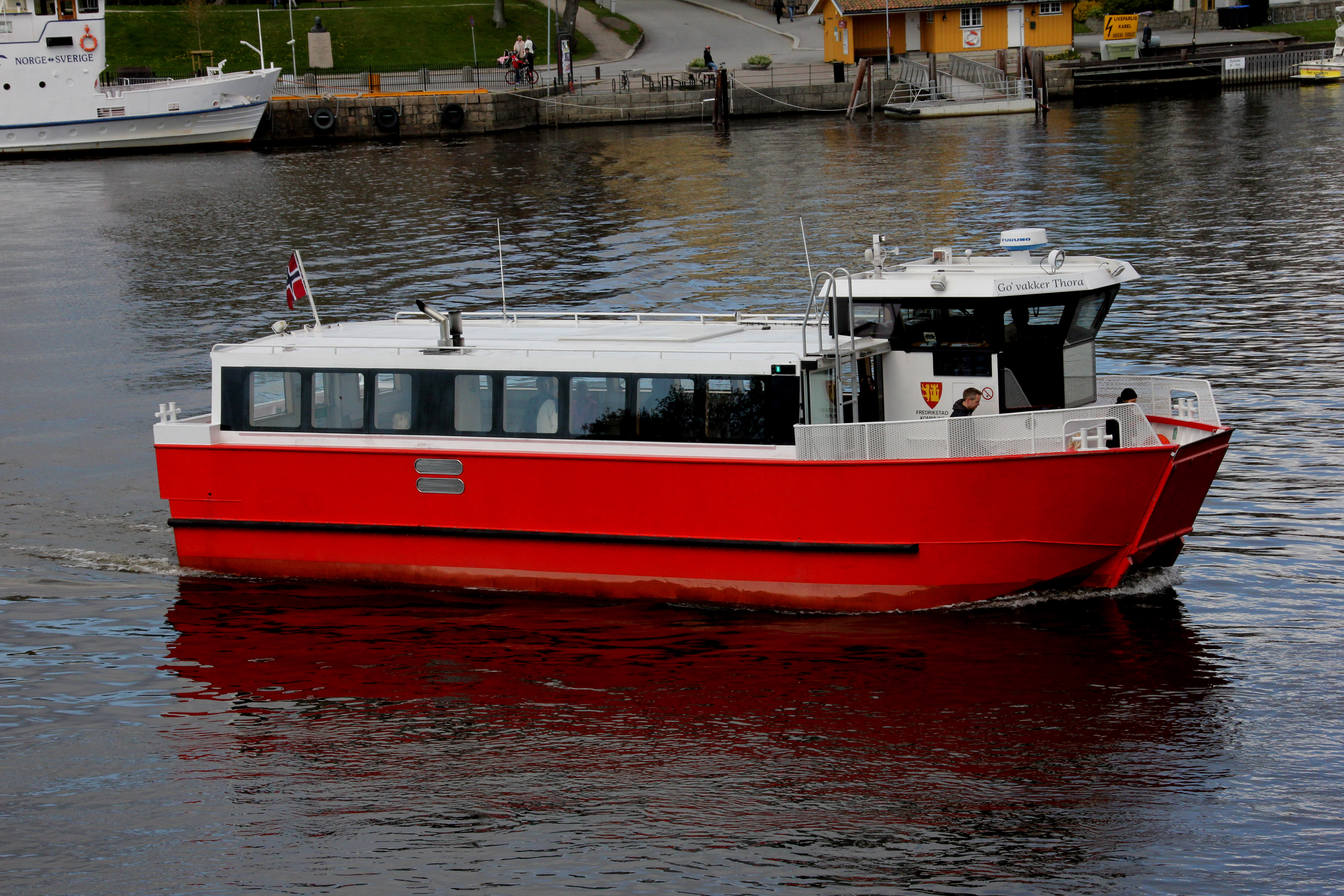
Byferga Go' vakker Thora i Fredrikstads kommun i Norge
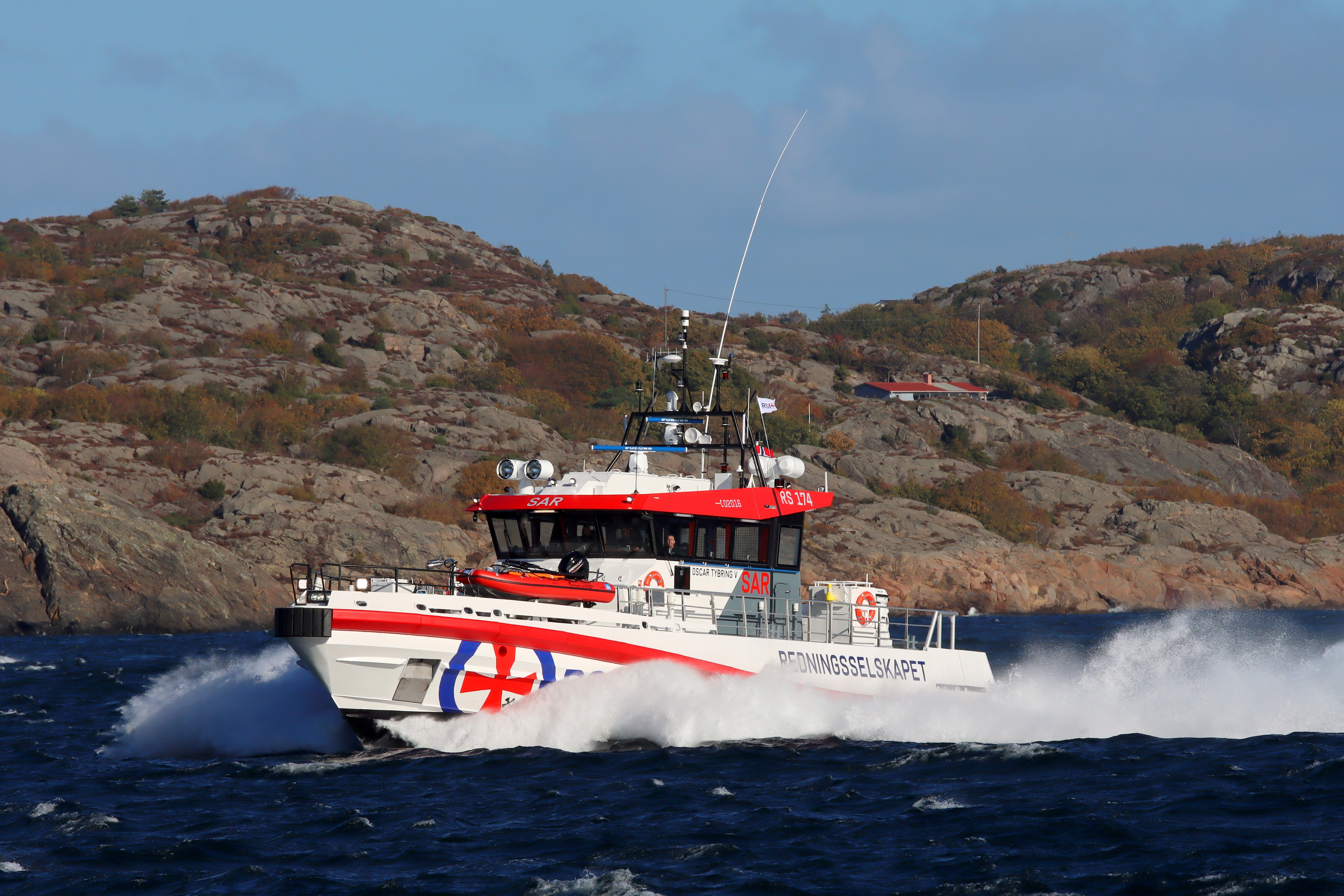
Swede Ship Marine N514 (RS 174 Oscar Tybring V) at sea trials
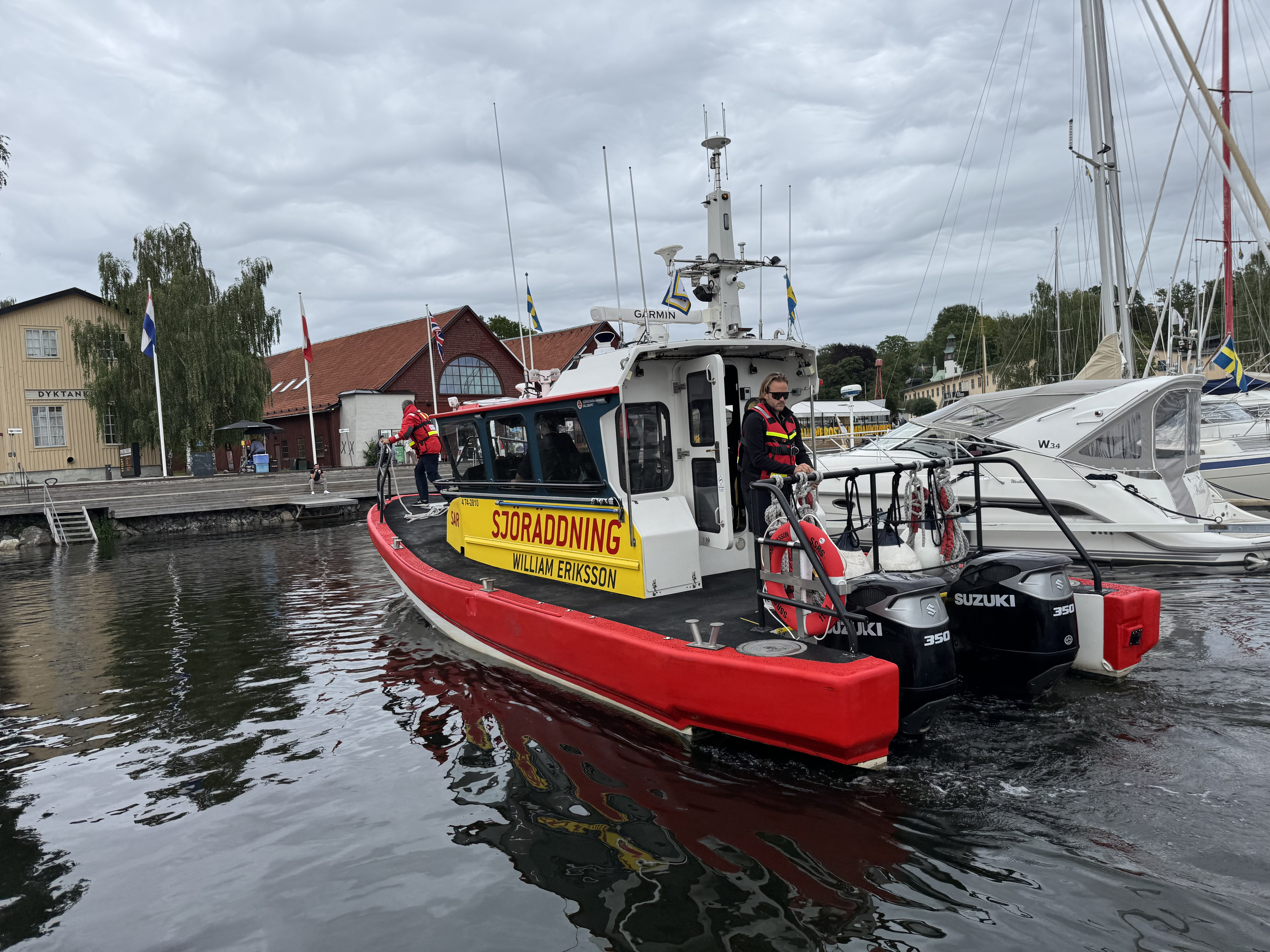
Rescue William Eriksson från Räddningsstation Stockholm (sjöräddning) i Wasahamnen i Djurgården, 2025.